# Code Composer Studio
Code Composer Studio (CCS) — інтегроване середовище розробки для створення коду для  DSP та/або  ARM процесорів сімейства TMS320, та інших процесорів, таких як MSP430, що випускаються Texas Instruments. Code Composer Studio включає  операційну систему реального часу DSP/BIOS. Також, до складу продукту входять симулятори та підтримка JTAG-орієнтованого налагоджувальника.
Нове життя у середовища розробки почалася з випуском версії 4.x, зробленої на основі модифікованої версії  Eclipse IDE проєкту Callisto (3.2) Однак, після виходу нової версії виявилася безліч недоліків, в основному пов'язаних із власним налагоджувальником, неможливістю використовувати сучасні розширення, використанням морально застарілої версії.
Поточна версія 5.3 заснована на стоковій (базовій, без модифікацій) версії Eclipse IDE проєкту Helios. Використання стокової версії дозволяє команді розробників IDE оновлювати версію Eclipse без ретельної підгонки всіх своїх змін під нову версію.